# Енчинов, Толуш
Толу́ш Енчи́нов (Никола́й Ива́нович) (1908, село Курота, Томская губерния — 1965, Боровичи, Новгородская область) — деятель ВКП(б), 2-й секретарь обкома ВКП(б) Ойротской АО. Входил в состав особой тройки НКВД СССР.

## Биография
Толуш Енчинов родился 10 мая 1908 года в селе Курота Урсульской волости Бийского уезда Томской губернии. Получил высшее образование в московском Коммунистическом университете трудящихся Востока им. И. В. Сталина.
Сведения о работе (выписка из трудовой книжки)
1. 1917 г. 16 января     Батрак-пастух в байских хозяйствах в селе Курата Онгудайского района Горно-Алтайской Автономной области
2. С 5 мая 1925 г. по 1 сентября 1928 г.   Районный национальный организатор и секретарь Райкома ВЛКСМ Онгудайского, Усть-Канского и Улоганского районов Горно-Алтайской Авт.обл.
3. С 15 сентября 1928 г. по 10 июня 1932 г.   Студент Коммунистического Университета трудящихся Востока им. Сталина в гор. Москве.
4. С 15 июня 1932 г. по 7 января 1933 г.    Заведующий Культпропотделом Онгудайского Райкома ВКП(б), одновременно преподаватель истории ВКП(б) на курсах пропагандистов.
5. С 15 января 1933 г. по 4 февраля 1934 г.   Заведующий учебной части и преподаватель истории ВКП(б) Ойротской (теперь Горно-Алтайской) областной Совпартшколы
6. С 6 февраля 1934 г. по 2 марта 1936 г.    Директор и преподаватель истории ВКП(б) Горно-Алтайской (быв. Ойротской) областной Совпартшколы и одновременно директор Тувинского Сельхозтехникума в гор. Горно-Алтайск.
7. С 2 марта 1936 г. по 29 декабря 1939 г.    Второй секретарь Горно-Алтайского Обкома КПСС (быв. Ойротского Обкома ВКП(б). С этой работы ушел в связи с провокационным арестом и обвинением во врагах народа.
8. С 15 января 1940 г. по 10 марта 1944 г.    Директор Онгудайской МТС Горно-Алтайской автономной области.
9. С 18 марта 1944 г. по 1 февраля 1946 г. Секретарь Алтайского райкома КПСС, а потом Усть-Канского Райкома КПСС.
10. С 5 февраля 1946 г. по 25 декабря 1948 г.   Директор и преподаватель истории КПСС Тувинской областной партийной школы и одновременно директор сельхозтехникума в г. Кызыл.
11. С 27 декабря 1948 г. по 12 сентября 1949 г.   Заместитель Председателя Тувинского Облисполкома и по совместительству преподаватель истории КПСС в областной партийной школе. Освобожден в связи с принятием его в ВПШ.
12. С 1 октября 1949 г. по 23 июля 1952 г.    Слушатель Высшей партийной школы при ЦК КПСС в г. Москве. Выбыл по окончании учебы на работу.
13. С 1 ноября 1952 г. по 1 августа 1953 г.    Председатель Залесовского Райисполкома Алтайского края. Освобожден по состоянию здоровья и в связи с переходом на преподавательскую работу в вуз.
14. С 27 августа 1953 г. по 16 ноября 1955 г.    Старший преподаватель основ марксизма-ленинизма Семипалатинского Зооветинститута Казахской ССР. Добровольно в числе 30-тысячников поехал на работу в деревню.
15. С 15 октября 1955 г. по 9 января 1957 г.    Работал директором совхоза "ИНДУСТРИЯ" Опеченского района Новгородской области РСФСР. Освобожден от работы в связи с переходом на инвалидность 1 группы по случаю тяжелого заболевания (паралича) на почве кровоизлияния в мозг.

В 1935—1937 годах избирался 2-м секретарём обкома ВКП(б) Ойротской автономной области. По некоторым данным его работа была отмечена созданием трудностей в сохранении местного фольклора. Есть мнение, что его статья, опубликованная в 1936 году в газете «Красная Ойротия» положила начало репрессиям на Алтае. В 1937 году Толуш Енчинов вошёл в состав особой тройки, созданной по приказу НКВД СССР от 30.07.1937 № 00447 и активно участвовал в сталинских репрессиях. Однако Комиссия Политбюро ЦК КПСС, дополнительно изучавшая материалы, связанные с репрессиями 1930—1940 гг. и начала 50 гг., а также Комиссия при президенте Российской Федерации по реабилитации жертв политических репрессий реабилитировала ряд репрессированных членов «троек» и признала их жертвами политических репрессий.  В числе реабилитированных был Енчинов Толуш-Николай Иванович.  Подробно о его деятельности на Алтае можно прочесть на сайте www.gorno-altaisk.info (“Чистка» в Ойротии. Итоги «большого террора». 19 января 2018 года. Новости Горного Алтая), где опубликован подробный обзор алтайской печати «в самый драматичный период» 1937 года — сентябрь-ноябрь.
Арестован 26 октября 1937 года. До 1939 года находился под следствием в одиночной камере, где практически лишился рассудка, после чего освобождён. В последующие годы длительно лечился, а по выздоровлении подал апелляцию в ЦК партии. Был оправдан и восстановлен в КПСС. Далее занимал ответственные посты в советских и партийных органах на Алтае. В 1948 году назначался зам. председателя облисполкома Тувинской автономной области. Последнее место работы — директор совхоза в Новгородской области, куда он поехал работать по призыву ЦК КПСС и Совета Министров СССР в числе «тридцатитысячников» добровольцев.

## Завершающий этап
Последнее место работы — директор совхоза «Индустрия» в Новгородской области.
В 1956 году перенёс инсульт и по состоянию здоровья вышел на пенсию, став персональным пенсионером союзного значения. Во время болезни решил написать книгу (на русском языке) о становлении Алтая в советский период, основываясь на фактах своей биографии. Успел закончить только первую часть (не опубликована).
Умер в 1965 году в городе Боровичи Новгородской области.

## Семья
- Родился в многодетной семье. Родители батрачили в байских (кулацких) хозяйствах. Отец умер в 1929 г., мать - в 1962(?) г.
- Сестра Татьяна
- Брат — Чот Енчинов, алтайский писатель[7].
- Брат Василий
- Брат Михаил
- Брат Иван - самый младший брат. Гвардии капитан танковых войск. Погиб в годы Великой Отечественной войны в 1945 г. на территории Польши. Похоронен там же в братской могиле.
- Н.И. Енчинов был женат дважды. Сведений о первой семье нет.
- В 1943 году был заключён брак с Савинковой Верой Васильевной (1920-2017г.г.). Дети: Светлана (1944 г.р.); Сталина (1945 г.р.); Надежда (1953 г.р.).7&